# کلینوکاردیوم
کلینوکاردیوم (نام علمی: Clinocardium) نام یک سرده از تیره صدف راه‌راه است.